# 威廉斯堡 (印第安納州)
威廉斯堡（英語：Williamsburg）是位於美國印地安納州韋恩縣的一個非建制地區。該地的面積和人口皆未知。

## 地理
威廉斯堡所處的海拔為高於海平面325米（即1066英呎），而該地所採用的時區為UTC-5，即北美東部時區（EST）。同時該地設有夏令時間，為UTC-5調快一小時，即UTC-4（EDT）。